# Flunarizin
Flunarizin ist ein Arzneistoff, der in der vorbeugenden Behandlung der Migräne und in der Behandlung des Schwindels eingesetzt wird. Flunarizin ist ein Calciumkanalblocker, der zusätzlich Wirkungen als H1-Antihistaminikum, Antikonvulsivum und Antiarrhythmikum besitzt. Flunarizin wirkt zudem als FIASMA (funktioneller Hemmer der sauren Sphingomyelinase).
Der Arzneistoff wurde im Jahr 1967 von der Pharmafirma Janssen Pharmaceutica entdeckt.

## Klinische Angaben

### Indikationen (Anwendungsgebiete)
Flunarizin ist zur Prophylaxe einer diagnostizierten Migräne mit oder ohne Aura zugelassen, wenn die Migränefälle aufgrund ihrer Häufigkeit oder Schwere zu einem entsprechenden Leidensdruck führen. Darüber hinaus besteht eine arzneimittelrechtliche Zulassung zur symptomatischen Behandlung des Schwindels als Folge einer anhaltenden Störung des Gleichgewichtsorgans. Es wird bei Jugendlichen als prophylaktisches Mittel bei migräneähnlichen Syndromen empfohlen.

### Gegenanzeigen (Kontraindikationen)
Flunarizin darf nicht bei Patienten mit einer bekannten Unverträglichkeit gegen den Wirkstoff, Morbus Parkinson oder in der Vorgeschichte aufgetretenen sonstigen extrapyramidal-motorischen Störungen angewendet werden. Flunarizin ist darüber hinaus bei Patienten mit bekannten depressiven Syndromen in der Vorgeschichte kontraindiziert.

### Wechselwirkungen
Bei gleichzeitiger Einnahme mit Alkohol oder Arzneimitteln mit einer beruhigenden Wirkung – wie Sedativa oder Tranquilizer – können die sedierenden Nebenwirkungen von Flunarizin verstärkt werden.

### Unerwünschte Arzneimittelwirkungen
Bei über 10 % der Patienten konnten Müdigkeit, Appetitsteigerungen und Gewichtszunahme als die häufigsten Nebenwirkungen festgestellt werden. Gelegentlich (0,1–1 % der Patienten) wurde über weitere zentralnervöse Nebenwirkungen, wie Schlaflosigkeit und Angstzustände berichtet. Ebenso häufig können gastrointestinale Nebenwirkungen, wie Sodbrennen, Übelkeit und Magenschmerzen, sowie Kopfschmerzen und Asthenie auftreten. Galactorrhoe, Mundtrockenheit, Muskelschmerzen und Hautrötungen wurden in sehr seltenen Fällen beschrieben (<0,01 %).
Seltene, aber schwerwiegende Nebenwirkungen können während der Langzeitbehandlung mit Flunarizin eintreten. Diese schließen depressive Verstimmungen und Parkinson-ähnliche Symptome, wie extrapyramidal-motorische Störungen, Bradykinesie, Rigor, Tremor, orofaziale Dyskinesien, Akinesie und Akathisie, ein. In diesen Fällen ist eine Weiterbehandlung mit Flunarizin abzubrechen.

## Handelsnamen
Monopräparate: Flunavert (D), Natil-N (D), Sibelium (A, D, CH), Generika (D)
Die Handelspräparate enthalten Flunarizin·Dihydrochlorid.